# Sabellida
Sabellida – rząd wieloszczetów z podgromady osiadłych i infragromady Canalipalpata.

## Opis
Prostomium zredukowane i zlane z peristomium, które zwykle wykształca dużą, mackowatą koronę. Składa się one z wieńca pierzastogałęzistych czułków naganiających pokarm i biorących udział w oddychaniu. Szczeci, włączając tułowiowe notopodialne, gałęziowate i kolankowate. Obecne neuropodialne uncini. Pozycje szczecin na odwłoku odwrócone. 
Żyją w rurkowatych domkach zbudowanych ze śluzu i ciał obcych, lub węglanu wapnia (Serpulidae, Glomerula).

## Systematyka
Obecnie zalicza się tu 3 rodziny:
- Fabriciidae Rioja, 1923
- Sabellidae Latreille, 1825
- Serpulidae Rafinesque, 1815